# Grand Prix Portugalska 1960
Grand Prix Portugalska 1960 (oficiálně IX Portuguese Grand Prix) se jela na okruhu Boavista v Portu v Portugalsku dne 14. srpna 1960. Závod byl osmým v pořadí v sezóně 1960 šampionátu Formule 1.

## Závod
| Poř.   | No. | Jezdec                 | Konstruktér     | Počet kol | Čas/Odstoupení  | Pořadí na startu | Body |
| ------ | --- | ---------------------- | --------------- | --------- | --------------- | ---------------- | ---- |
| 1      | 2   | Jack Brabham           | Cooper-Climax   | 55        | 2:19:00.03      | 3                | 8    |
| 2      | 4   | Bruce McLaren          | Cooper-Climax   | 55        | + 57.97         | 6                | 6    |
| 3      | 14  | Jim Clark              | Lotus-Climax    | 55        | + 1:53.23       | 8                | 4    |
| 4      | 28  | Wolfgang von Trips     | Ferrari         | 55        | + 1:58.81       | 9                | 3    |
| 5      | 6   | Tony Brooks            | Cooper-Climax   | 49        | + 6 kol         | 12               | 2    |
| 6      | 16  | Innes Ireland          | Lotus-Climax    | 48        | + 7 kol         | 7                | 1    |
| 7      | 8   | Olivier Gendebien      | Cooper-Climax   | 46        | + 9 kol         | 14               |      |
| DSQ    | 12  | Stirling Moss          | Lotus-Climax    | 51        | Diskvalifikován | 4                |      |
| Ret    | 32  | Mário de Araújo Cabral | Cooper-Maserati | 38        | Nehoda          | 15               |      |
| Ret    | 18  | John Surtees           | Lotus-Climax    | 37        | Chladič         | 1                |      |
| Ret    | 26  | Phil Hill              | Ferrari         | 30        | Nehoda          | 10               |      |
| Ret    | 24  | Dan Gurney             | BRM             | 25        | Motor           | 2                |      |
| Ret    | 30  | Masten Gregory         | Cooper-Maserati | 21        | Převodovka      | 11               |      |
| Ret    | 22  | Graham Hill            | BRM             | 9         | Převodovka      | 5                |      |
| Ret    | 20  | Jo Bonnier             | BRM             | 6         | Motor           | 13               |      |
| Zdroj: |     |                        |                 |           |                 |                  |      |

## Průběžné pořadí po závodě
Pohár jezdců
|        | Pořadí | Jezdec            | Body |
| ------ | ------ | ----------------- | ---- |
|        | 1      | Jack Brabham      | 40   |
|        | 2      | Bruce McLaren     | 33   |
| 1      | 3      | Innes Ireland     | 12   |
| 1      | 4      | Stirling Moss     | 11   |
|        | 5      | Olivier Gendebien | 10   |
| Zdroj: |        |                   |      |

Pohár konstruktérů
|        | Pořadí | Konstruktér     | Body    |
| ------ | ------ | --------------- | ------- |
|        | 1      | Cooper-Climax   | 48 (54) |
|        | 2      | Lotus-Climax    | 28 (29) |
|        | 3      | Ferrari         | 19      |
|        | 4      | BRM             | 6       |
|        | 5      | Cooper-Maserati | 3       |
| Zdroj: |        |                 |         |